# Championnat de République dominicaine de football 2021
Navigation
Édition précédente Édition suivante
La saison 2021 du championnat de République dominicaine de football est la septième édition de la Liga Dominicana, le championnat de première division en République dominicaine.
Les dix meilleures équipes de l'île sont regroupées au sein d'une poule unique où elles s'affrontent à deux reprises. Les six meilleures se qualifient pour la Liguilla. De ce mini-championnat, les quatre premiers clubs se qualifient pour la phase finale, jouée avec deux demi-finales et une finale. Il n'y a ni promotion, ni relégation en fin de saison.
C'est le Cibao FC qui triomphe en finale face à l'Atlético Vega Real. Il s’agit du deuxième titre de champion de République dominicaine de l’histoire du club après un premier succès en 2018. Les deux équipes sont qualifiées pour le Championnat des clubs caribéens de la CONCACAF 2022.

## Les équipes participantes
Après une saison 2020 jouée avec huit équipes, le retour du Moca FC et du Atlético de San Francisco ramène le nombre de participants à dix en 2021.
| \| Cibao Vega Real O&M Pantoja Atlántico Jarabacoa Delfines del Este San Cristóbal Moca FC San Francisco \| Localisation des équipes engagées. |
| Cibao Vega Real O&M Pantoja Atlántico Jarabacoa Delfines del Este San Cristóbal Moca FC San Francisco                                          |

| Équipe                    | Classement 2020    | Ville                      | Stade                               |
| ------------------------- | ------------------ | -------------------------- | ----------------------------------- |
| Universidad O&M           | Champion           | Saint-Domingue             | Stade olympique Félix-Sánchez       |
| Delfines del Este         | Finaliste          | La Romana                  | Stade panaméricain de San Cristóbal |
| Cibao FC                  | Demi-finaliste     | Santiago de los Caballeros | Stade du Cibao FC                   |
| Atlético San Cristóbal    | Demi-finaliste     | San Cristóbal              | Stade panaméricain de San Cristóbal |
| Atlántico FC              | Quart de finaliste | Puerto Plata               | Stade Leonel Plácido                |
| Atlético Vega Real        | Quart de finaliste | La Vega                    | Stade olympique de La Vega          |
| Atlético Pantoja          | 4e Sud             | Saint-Domingue             | Stade olympique Félix-Sánchez       |
| Jarabacoa FC              | 4e Nord            | Jarabacoa                  | Stade olympique de La Vega          |
| Moca FC                   | Nouvelle équipe    | Moca                       | Polideportivo Moca 85               |
| Atlético de San Francisco | Nouvelle équipe    | San Francisco de Macorís   | Stade Julián Javier                 |

Légende des couleurs
- Tenant du titre

## Compétition
Le barème utilisé pour établir le classement est le suivant :
- Victoire : 3 points
- Match nul : 1 point
- Défaite : 0 point

### Saison régulière
| Rang | Équipe                    | Pts | J  | G  | N | P  | Bp | Bc | Diff |
| ---- | ------------------------- | --- | -- | -- | - | -- | -- | -- | ---- |
| 1    | Cibao FC                  | 44  | 18 | 13 | 5 | 0  | 32 | 8  | +24  |
| 2    | Atlético Pantoja          | 34  | 18 | 10 | 4 | 4  | 34 | 17 | +17  |
| 3    | Moca FC                   | 32  | 18 | 9  | 5 | 4  | 27 | 12 | +15  |
| 4    | Universidad O&M T         | 32  | 18 | 9  | 5 | 4  | 26 | 17 | +9   |
| 5    | Jarabacoa FC              | 26  | 18 | 6  | 8 | 4  | 20 | 21 | -1   |
| 6    | Atlético Vega Real        | 24  | 18 | 7  | 3 | 8  | 26 | 26 | 0    |
| 7    | Delfines del Este         | 17  | 18 | 5  | 2 | 11 | 20 | 41 | -21  |
| 8    | Atlético San Cristóbal    | 16  | 18 | 4  | 4 | 10 | 16 | 27 | -11  |
| 9    | Atlántico FC              | 14  | 18 | 3  | 5 | 10 | 22 | 26 | -4   |
| 10   | Atlético de San Francisco | 10  | 18 | 3  | 1 | 14 | 15 | 41 | -26  |

|  | Qualification pour la Liguilla |
|  | T : Tenant du titre            |

### Liguilla
| Rang | Équipe             | Pts | J  | G | N | P | Bp | Bc | Diff |
| ---- | ------------------ | --- | -- | - | - | - | -- | -- | ---- |
| 1    | Atlético Vega Real | 18  | 10 | 5 | 3 | 2 | 12 | 12 | 0    |
| 2    | Cibao FC           | 17  | 10 | 5 | 2 | 3 | 12 | 6  | +6   |
| 3    | Atlético Pantoja   | 16  | 10 | 4 | 4 | 2 | 15 | 9  | +6   |
| 4    | Jarabacoa FC       | 15  | 10 | 4 | 3 | 3 | 14 | 13 | +1   |
| 5    | Moca FC            | 9   | 10 | 2 | 3 | 5 | 6  | 9  | -3   |
| 6    | Universidad O&M T  | 7   | 10 | 2 | 1 | 7 | 10 | 19 | -9   |

|  | Qualification pour les demi-finales |
|  | T : Tenant du titre                 |

### Phase finale
Les quatre équipes qualifiées sont réparties dans le tableau final d'après leur classement général. L'équipe la moins bien classée accueille lors du match aller et la meilleure lors du match retour au cours des demi-finales et de la finale.
En cas d'égalité sur la somme des deux matchs et en l'absence de la règle des buts marqués à l'extérieur, deux périodes de prolongations sont jouées et une séance de tirs au but a éventuellement lieu pour départager les deux équipes.

#### Tableau
|  | Demi-finales           | Demi-finales           | Demi-finales         | Demi-finales         |                        |                        | Finale                | Finale                | Finale                | Finale                |
|  |                        |                        |                      |                      |                        |                        |                       |                       |                       |                       |
|  | 9 et 17 octobre 2021   | 9 et 17 octobre 2021   | 9 et 17 octobre 2021 | 9 et 17 octobre 2021 |                        |                        | 24 et 31 octobre 2021 | 24 et 31 octobre 2021 | 24 et 31 octobre 2021 | 24 et 31 octobre 2021 |
|  | (1) Atlético Vega Real | (1) Atlético Vega Real | 1                    | 2                    |                        |                        | 24 et 31 octobre 2021 | 24 et 31 octobre 2021 | 24 et 31 octobre 2021 | 24 et 31 octobre 2021 |
|  | (1) Atlético Vega Real | (1) Atlético Vega Real | 1                    | 2                    |                        |                        | 24 et 31 octobre 2021 | 24 et 31 octobre 2021 | 24 et 31 octobre 2021 | 24 et 31 octobre 2021 |
|  | (4) Jarabacoa FC       | (4) Jarabacoa FC       | 0                    | 1                    |                        |                        | 24 et 31 octobre 2021 | 24 et 31 octobre 2021 | 24 et 31 octobre 2021 | 24 et 31 octobre 2021 |
|  | (4) Jarabacoa FC       | (4) Jarabacoa FC       | 0                    | 1                    | (1) Atlético Vega Real | (1) Atlético Vega Real | 1                     | 1                     |                       |                       |
|  | 10 et 16 octobre 2021  |                        |                      |                      | (1) Atlético Vega Real | (1) Atlético Vega Real | 1                     | 1                     |                       |                       |
|  |                        |                        | (2) Cibao FC         | (2) Cibao FC         | 1                      | 3                      |                       |                       |                       |                       |
|  | (2) Cibao FC           | (2) Cibao FC           | (2) Cibao FC         | (2) Cibao FC         | 1                      | 3                      | 0                     | 4                     |                       |                       |
|  | (2) Cibao FC           | (2) Cibao FC           |                      |                      |                        |                        |                       | 4                     |                       |                       |
|  | (3) Atlético Pantoja   | (3) Atlético Pantoja   | 1                    | 1                    |                        |                        |                       |                       |                       |                       |
|  | (3) Atlético Pantoja   | (3) Atlético Pantoja   | 1                    | 1                    |                        |                        |                       |                       |                       |                       |

#### Demi-finale
| Équipe             | Aller | Retour | Équipe           | Commentaire |
| Atlético Vega Real | 1-0   | 2-1    | Jarabacoa FC     |             |
| Cibao FC           | 0-1   | 4-1    | Atlético Pantoja |             |

#### Finale
| Aller           | Cibao FC       | 1 - 1   | Atlético Vega Real | Stade du Cibao FC, Santiago de los Caballeros |                          |
| 24 octobre 2021 | Hérold Jr. 11e | (1 - 1) | 20e Herrera        | Arbitrage : César Tejeda                      | Arbitrage : César Tejeda |
| 24 octobre 2021 | Rapport        |         |                    | Arbitrage : César Tejeda                      | Arbitrage : César Tejeda |

| Retour          | Atlético Vega Real | 1 - 3 a. p.           | Cibao FC                                   | Stade olympique de La Vega, Concepción de La Vega |                              |
| 31 octobre 2021 | Herrera 33e        | (1 - 1, 1 - 1, 1 - 1) | 26e Hérold Jr. · 108e López · 113e Ventura | Arbitrage : Emmanuel de Leca                      | Arbitrage : Emmanuel de Leca |
| 31 octobre 2021 | Rapport            |                       |                                            | Arbitrage : Emmanuel de Leca                      | Arbitrage : Emmanuel de Leca |

| Vainqueur de la Liga Dominicana 2021 Cibao FC 2e titre |

## Statistiques

### Meilleurs buteurs
Voici un tableau des meilleurs buteurs du championnat lors de l'édition 2021.
| Rang | Nom             | Équipe             | Buts |
| 1    | Juan David Díaz | Atlético Pantoja   | 18   |
| 2    | Mauro Gomez     | Atlético Vega Real | 14   |
| 3    | Jamesley Daniel | Universidad O&M    | 11   |

## Bilan de la saison
| Championnat de République dominicaine de football 2021 |                     |
| Champion                                               | Cibao FC (2e titre) |
| Dauphin                                                | Atlético Vega Real  |
| Qualifications continentales                           |                     |
| Championnat des clubs caribéens de la CONCACAF 2022    | Cibao FC            |
| Championnat des clubs caribéens de la CONCACAF 2022    | Atlético Vega Real  |